# Anton Nemov
Anton Nemov (rusky Антон Немов; * 29. ledna 1985) je ruský horolezec a reprezentant v ledolezení, vítěz světového poháru a mistr Evropy v ledolezení na rychlost.

## Výkony a ocenění
- 2018: bronz v celkovém hodnocení světového poháru
- 2019: vítěz celkového hodnocení světového poháru, medaile z MS
- 2020: vítěz celkového hodnocení světového poháru, mistr Evropy
- 2021: vicemistr Evropy
- 2022: mistr Evropy

### Závodní výsledky
| Mistrovství světa | Mistrovství světa | Mistrovství světa | Mistrovství světa | Mistrovství světa | Mistrovství světa |
| Rok               | 2015              | 2017              | 2018              | 2019              | 2022              |
| ----------------- | ----------------- | ----------------- | ----------------- | ----------------- | ----------------- |
| Obtížnost         | —                 | —                 | (3)               | —                 | —                 |
| Rychlost          | —                 | —                 | (3)               | 3                 | 7                 |
| Kombinace         | nezávodilo se     | nezávodilo se     | 4                 | nezávodilo se     |                   |

| Světový pohár v ledolezení | Světový pohár v ledolezení | Světový pohár v ledolezení | Světový pohár v ledolezení | Světový pohár v ledolezení | Světový pohár v ledolezení | Světový pohár v ledolezení | Světový pohár v ledolezení |
| Rok                        | 2014                       | 2015                       | 2016                       | 2017                       | 2018                       | 2019                       | 2020                       |
| -------------------------- | -------------------------- | -------------------------- | -------------------------- | -------------------------- | -------------------------- | -------------------------- | -------------------------- |
| Obtížnost                  | —                          | —                          | —                          | —                          | —                          | 12                         | 29                         |
| jednotlivě*                | —                          | —                          | —                          | —                          | —                          | 15,11,14, 14,15,-          | 17,-,-                     |
|                            |                            |                            |                            |                            |                            |                            |                            |
| Rychlost                   | 20                         | —                          | —                          | 20-21                      | 3                          | 1                          | 1                          |
| jednotlivě* (8/1/1)        | -,-, -,9                   | —                          | —                          | -,7, -,-                   | , · ,4,dsq                 | ,4,, · ,,-                 | ,                          |

* poznámka: napravo jsou poslední závody v roce
| Mistrovství Evropy v ledolezení | Mistrovství Evropy v ledolezení | Mistrovství Evropy v ledolezení | Mistrovství Evropy v ledolezení | Mistrovství Evropy v ledolezení | Mistrovství Evropy v ledolezení | Mistrovství Evropy v ledolezení |
| Rok                             | 2014                            | 2016                            | 2018                            | 2020                            | 2021                            | 2022                            |
| ------------------------------- | ------------------------------- | ------------------------------- | ------------------------------- | ------------------------------- | ------------------------------- | ------------------------------- |
| Obtížnost                       |                                 | —                               | —                               | —                               | 9                               | 11                              |
| Rychlost                        | 9                               | —                               | dsq                             | 1                               | 2                               | 1                               |